# Lee Radziwill
Lee Radziwill (Southampton, Nova York, 3 de març de 1933 – Nova York, 15 de febrer de 2019) fou una actriu i escriptora estatunidenca. La seva germana gran va ser Jacqueline Kennedy Onasis, que va des de 1961 a 1963 la primera dama dels Estats Units. El nom complet de Lee Radziwill és Caroline Lee Bouvier Canfield Radziwiłł Ross.
Els seus pares foren John Vernou Bouvier III (1891-1957), un banquer novaiorquès amb arrels irlandeses i franceses, i Janet Norton Lee (1907-1989), que s'havie ncasat el 1928. La seva germana Jacqueline va néixer l'any 1929, i era quatre anys més gran que Lee. El nom de soltera de Lee Radziwill va ser Caroline Lee Bouvier. Els seus pares li van posar el nom de Lee pel seu avi, James T. Lee, pare de Janet.
El 1953 es va casar amb Michael T. Canfield (oficialment, fill de Cass Canfield, un important editor estatunidenc i, probablement, fill de Jordi de Kent, fill petit de Jordi V del Regne Unit, i de Kiki Preston, també anomenada Alice Gwynne) i es van divorciar sis anys després.
El 19 de març de 1959, Lee va contreure matrimoni amb Stanisław Albrecht Radziwiłł, un príncep polonès que va néixer el 21 de juliol de 1914 a Szpanów (Polònia). Stanisław s'havia separat de la seva segona esposa Grace Kolin per poder casar-se amb ella. Van tenir dos fills: Anthony Radziwiłł (nascut el 4 d'agost de 1959 a Lausana) i Anna Christina Radziwiłł (nascuda el 18 d'agost de 1960 a Nova York). La parella va viure principalment a Anglaterra, a dos carrers del palau de Buckingham.
Stanisław i Lee es van divorciar el 1974 i ell va morir el 27 de juliol de 1976 a Londres. Cinc anys després, Lee es va comprometre amb Newton Copi, però el matrimoni es va cancel·lar cinc minuts abans de l'inici de la cerimònia. El 23 de setembre de 1988, Lee es va casar amb Herbert Ross, escenògraf que havia conegut treballant per Armani. Es van separar el 1999 i es van divorciar el 2001.
En els anys 60, Lee va treballar en diverses pel·lícules com a actriu sense gaire èxit, malgrat la publicitat internacional que atorgaven les seves participacions. Posteriorment, es va dedicar a la fotografia, però tampoc va tenir èxit en aquest camp. El seu fill Anthony va morir el 10 d'agost de 1999 de càncer, menys d'un mes després que el seu nebot John F. Kennedy, Jr. El 2003 Lee va publicar el seu llibre Happy Times.